# Je n'ai que du poil à gratter

Je n'ai que du poil à gratter (An Itch in Time) est un cartoon réalisé par Bob Clampett en 1943 dans la série Merrie Melodies . Il met en scène Elmer Fudd, son chien et son chat, avec  une puce nommée « A. Flea ». Il est dans le domaine public.

## Histoire
Devant un feu dans l'âtre, Elmer Fudd se repose chez lui avec son chien endormi. Il se balance dans un fauteuil confortable transformé en rocking-chair et il lit un comic où figurent en couverture les portraits de Bugs Bunny et Porky Pig. Arrive alors une puce en maraude, qui fait des bonds. Une main tenant un panneau surgit du hors-champ, panneau qui pointe sur la puce et où il est écrit qu'il s'agit bien d'une puce. Puis un autre apparaît à la suite, qui précise : « minuscule, n'est-ce pas ? ». 
On voit ensuite l'insecte de plus près : de couleur bleue, tignasse rousse sur la tête, gros nez rond,  deux dents dans la bouche, il porte une salopette et un vaste chapeau de paille façon campagnard, porte une valise à son nom (A. Flea) au bout d'une fourche, ce qui voudrait dire qu'il vient des champs mais qu'il sort de nulle part (out of the blue). Il s'arrête de sauter peu après et sort une longue-vue de la salopette. Avec elle, il inspecte l'horizon à la recherche d'une proie. Il découvre le postérieur canin. Il le trouve canon, en siffle d'admiration, comme s'il avait vu celui d'une jolie fille, hurle « T-bone !! » et applaudit de joie, s'en va en chantant et saute sur sa cible. En rebondissant fortement sur la truffe du chien, il le réveille. L'insecte se réfugie dans son oreille. Il rendort le chien après lui avoir chanté doucement une berceuse de sa petite voix aiguë, se trouve ensuite l'endroit idéal pour piquer, quelque part dans la région arrière canine. Il tâte la peau pour trouver un coin bien mou, puis commence à l'assaisonner de sel, poursuit en badigeonnant de moutarde et de ketchup, avant de pincer le coin entre deux vastes tartines de pain de mie. Avant d'y mordre, il se rappelle soudain de retirer un de ses tickets de rationnement de viande (le cartoon a été créé durant la Seconde Guerre mondiale, où cela était pratique courante). 
La morsure est terrible et réveille le chien en sursaut, qui se met alors frénétiquement à gratter de sa patte arrière, puis mordre la partie douloureuse. Voyant les dents se rapprocher, la puce s'enfuit mais se fait quand-même prendre dans la gueule du chien. Cependant, la puce se ménage une sortie en poussant une dent « montée sur gonds » (on aperçoit la poignée à l'intérieur), puis elle s'échappe. Les dents continuent à  poursuivre l'insecte, qui a alors l'idée de leur présenter un repli de la peau. Le chien mord dedans, saute au plafond, atterrit dans les bras d'Elmer, gémit avec une voix très haut perchée en montrant son postérieur douloureux (qui rougit comme une braise). Elmer  met son chien par terre et saupoudre de l'anti-puce sur le bas du dos. Le chien sourit de bonheur, mais la puce se met à patiner sur la peau poudrée, voit les flocons de poudre tomber comme de la neige. Elmer prévient le chien : s'il se gratte encore une seule fois, il est bon pour prendre un bain. 
Le chien prend peur car il déteste les bains et il supplie son maître. Mais ce dernier reste inflexible. Le chien jure qu'il obéira. Il lui fait des yeux doux (et même des yeux bleus !), une auréole d'ange apparaît un instant sur sa tête, avant de se rendormir. Pendant ce temps, l'insecte poursuit son ignoble projet et transporte tout un matériel pour le réaliser. Il lit une illustration des meilleurs morceaux d'un chien (à la façon des pièces de bœuf), l'arrière-train étant celui de premier choix. Il dessine le morceau sur la peau et commence à creuser au milieu avec un pic, ce qui met le chien en éveil. Le parasite commence à percer la peau avec une vrille. Le chien comprend ce qui se passe et devient vert de rage (littéralement). Elmer le voit grogner. Aussitôt, son chien se rappelle sa promesse et lui sourit de tout son dentier, joue l'incompréhension. Elmer se replonge dans sa lecture. Mais la puce plonge profondément son pic dans la peau du chien. Le chien se raidit comme une planche sous l'effet de la douleur, puis s'apprête à donner un grand coup de patte, s'arrête à temps, sourit à nouveau... des gouttes de sueur perlent à son front. Elmer laisse passer. Le chien essaie discrètement de se gratter, mais Elmer veille et son nez fait face à la truffe du chien en un ultime rappel à l'ordre ! 

Elmer et le chien servis en « blue-plate special ».

La puce attaque le chien au marteau-piqueur. Le chien, à la recherche d'un soulagement, frappe de sa patte le chat qui sommeille. Ce dernier, furieux, attaque de ses griffes le bas du dos du chien, à la grande satisfaction de ce dernier. Elmer surgit d'un coup, avec un regard noir. Les deux animaux se font tout petits et ils fondent littéralement. Elmer espère que le chien a compris son intérêt et repart. La puce reprend ses travaux à l'aide d'un marteau-piqueur géant. Le chien se retient tant qu'il peut de se gratter, passe par toutes les couleurs et motifs décoratifs. L'insecte met le feu à un stock d'explosifs variés et part se réfugier dans un abri situé à l'intérieur d'un poil. L'arrière du chien explose et envoie des gerbes de feux d'artifice. L'animal aboie et court en se traînant à travers toute la pièce. Il s'interrompt un moment pour un court commentaire, puis reprend sa course. Elmer arrive, menaçant. Le chien a du mal à s'arrêter (il doit s'accrocher au sol), supplie à nouveau Elmer de ne pas lui faire prendre de bain. Elmer le traîne vers le baquet. Le chien  tient la poignée d'une porte à laquelle il s'est accroché, avec toute la porte arrachée. Soudain, la puce attaque Elmer. Il est pris d'une démangeaison, se met à se gratter avec les mains, puis avec le pied comme son chien. Ce dernier se redresse et, ravi de voir la situation se retourner, porte son maître vers le baquet. Mais il glisse sur le savon et tous deux tombent dans le baquet plein de mousse. Ils se relèvent barbouillés de mousse : Elmer devient un Père Noël avec une barbe en mousse et le chien un renne avec des bois en mousse. Puis il se produit un tremblement. La puce vient de les placer dans un grand plat bleu avec de la verdure : l'insecte les a transformés en une sorte de plat du jour américain à bon marché de l'époque, le blue-plate special, qu'il transporte en chantant. Le chat s'avise de la transformation, déclare : « j'aurai tout vu » et se suicide d'un coup de pistolet.

## Fiche technique
- Réalisateur : Bob Clampett

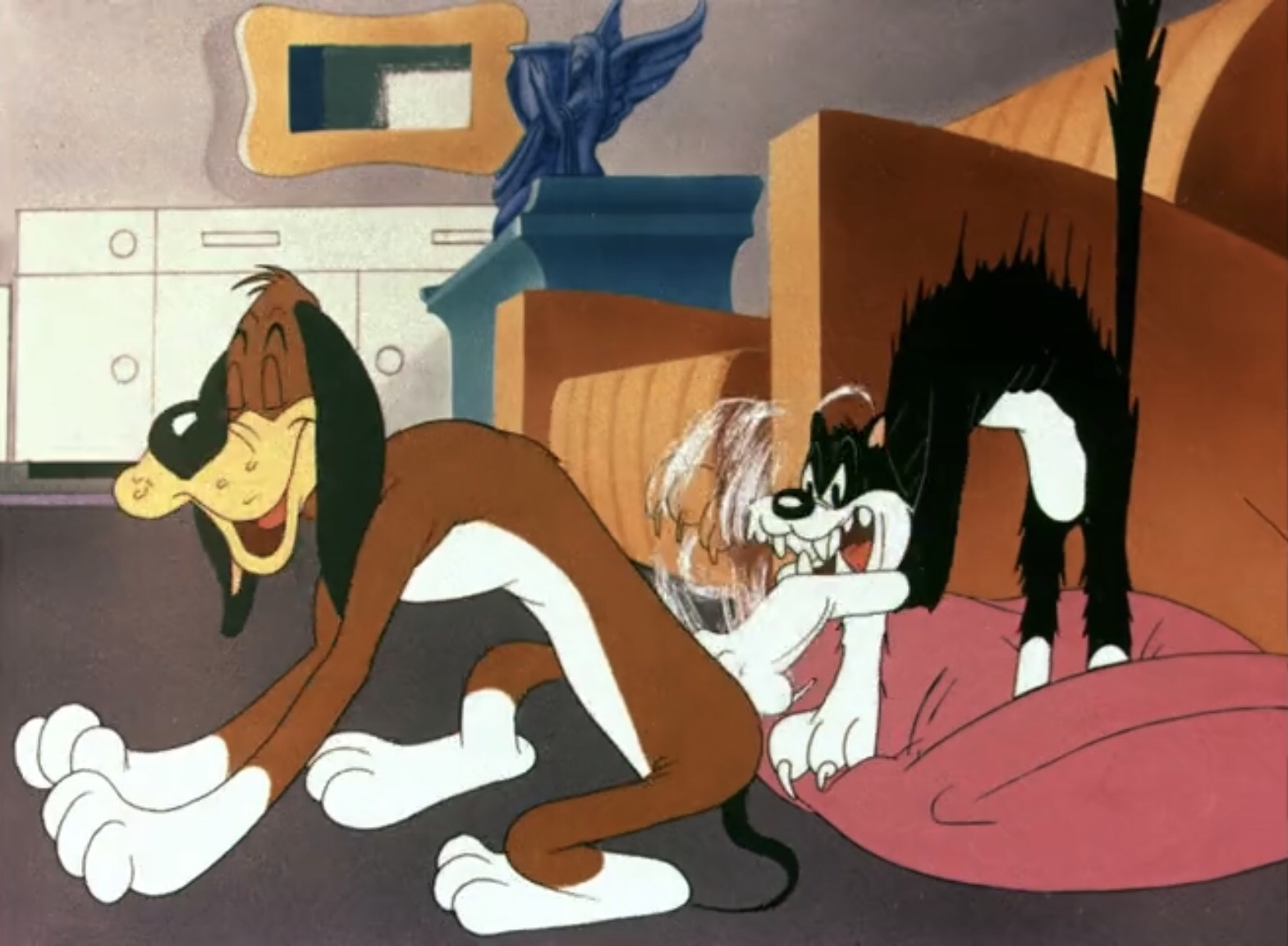
Le chien a trouvé le moyen de calmer sa démangeaison en utilisant les griffes du chat.

- Scénariste : Warren Foster (histoire)
- Producteur : Leon Schlesinger (Leon Schlesinger Studios)
- Musique  : Carl W. Stalling, Milt Franklyin  (non crédités)
- Montage et technicien du son (effets sonores) : Treg Brown (non crédité)
- Distribution :
  - Warner Bros. Pictures (1943) (cinéma)
  - Warner Bros. Pictures (1948) (Canada)
  - Warner Home Video (2005) (États-Unis) (DVD)
- Durée : 8 minutes
- Pays de production : États-Unis
- Genre : court métrage d'animation, comédie
- Langue originale : anglais
- Son : mono
- Format : 1,37 : 1, couleurs Technicolor
- Date de sortie : États-Unis : 4 décembre 1943, puis 30 octobre 1948

## Voix
Aucun des noms n'apparaît au générique.
- Sara Berner : A. Flea la puce.

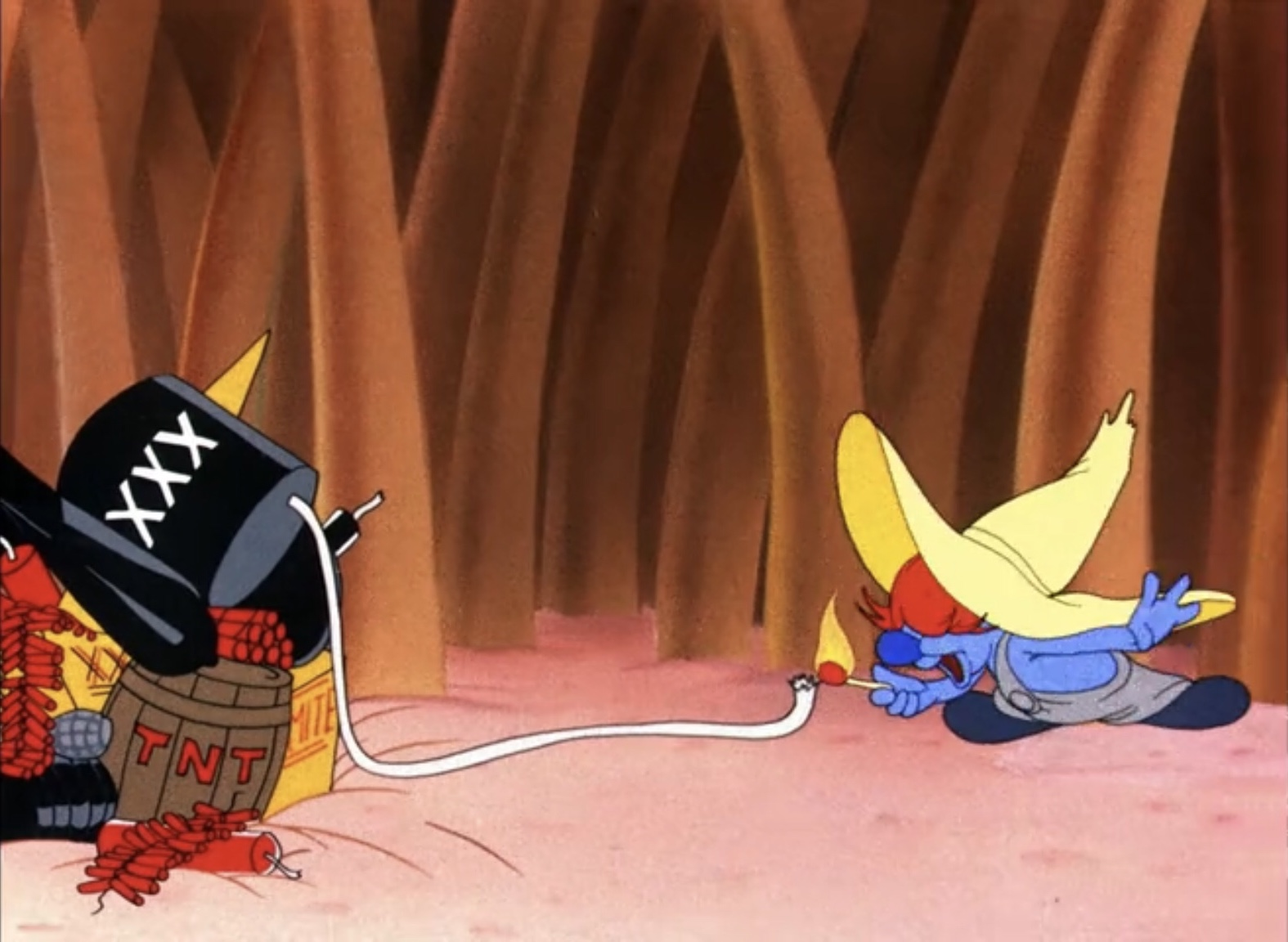
Dans la jungle des poils du chien, La puce allume la mèche aux explosifs.

- Mel Blanc : cris du chien, du chat et de la puce (quand cette dernière hurle « T-bone » — en version originale — après avoir vu le chien).
- Arthur Q. Bryan : Elmer Fudd

## Animation
Aucun des noms n'apparaît au générique.
- Earl Klein : layout artist
- Michael Sasanoff : background artist
- Robert McKimson  : animateur
- Phil Monroe : animateur
- Bill Melendez : assistant animateur
- Rod Scribner (en) : animateur
- Manny Gould (en) : animateur

## À propos du film
- Le chien d'Elmer est un chien courant à grosse tête (probablement un foxhound américain ou un bloodhound) américain, qui ressemble beaucoup à Willoughby le chien.
- Les dernières secondes du plan où le chat prend un revolver et se suicide ont été retirées dans les versions modernes diffusées.